# 扁平小剑水蚤
扁平小剑水蚤（学名：Microcyclops uenoi）为剑水蚤科小剑水蚤属的动物，是中国的特有物种。分布于台湾岛以及中国大陆的云南等地，常栖息于小型水域及稻田浅水中。